# دميتري شودينوف
دميتري شودينوف (بالروسية: Чудинов, Дмитрий Александрович) مواليد 15 سبتمبر 1986 في براتسك، الجمهورية الروسية السوفيتية الاتحادية الاشتراكية، هو ملاكم محترف روسي يصنف ضمن فئة الوزن المتوسط بدأ مسيرته الاحترافية سنة 2009 حيث انتصر في نزاله الأول.

## المسيرة الاحترافية
من نزالاته:
- خسر أمام كريس يوبانك جونيور بالضربة الفنية القاضية (28-02-2015).
- انتصر على باتريك نيلسن (01-06-2014).
- تعادل مع باتريك ميندي (20-07-2013).
- انتصر على غرادي بروير (17-05-2013).

## إحصائيات
```
خاض خلال مسيرته 31 نزالا، فاز في 21 وتعادل في 3 وخسر في 7. فاز بالضربة القاضية في 13 نزالا.
```

## روابط خارجية
- دميتري شودينوف على موقع بوكس ريك (الإنجليزية) (registration required)